# Oscar Moret
Oscar Moret (Botterens, 22 december 1912 – Bulle, 18 april 2003) was een Zwitsers componist, muziekpedagoog, dirigent en klarinettist.

## Levensloop
Moret studeerde aan het Conservatoire de Lausanne in Lausanne compositie bij Aloys Fornerod, orkestdirectie, bij Hans Haug, klarinet bij Jean Novi en orkestratie bij Naubert-Gaudin. In 1932 is hij medeoprichter van de fanfare Société de musique l'Albergine Le Paquier en een koor in Le Pâquier (Fribourg). Van beide verenigingen werd hij ook dirigent. Nadat hij afgestudeerd had werd hij in 1942 ook dirigent van het koor La Lyre in Broc (Zwitserland). In deze functie verbleef hij tot 1953. 
Aansluitend vertrok hij naar Fribourg, waar hij opvolger werd van Georges Aeby als dirigent van het harmonieorkest La Landwehr. Tijdens de feestelijkheden van 2500 jaar keizerrijk Persië was dit harmonieorkest met Oscar Moret te gast in Teheran. Moret werd docent aan het Conservatoire de Fribourg in Fribourg en heeft talrijke HaFa-dirigenten en componisten opgeleid. 
Als componist was hij vooral werkzaam voor harmonie- en fanfareorkesten en heeft ook werken voor koren gecomponeerd. In 1981 won hij met Berceuse pour la paix een speciale prijs van de jury in de compositie-wedstrijd L'Etoile d'or mis sur pied van het Zwitserse televisie en in 1986 werd hij onderscheiden met de Prix Stephan-Jaeggi. 

## Compositie

### Werken voor orkest
- Le Chèkrè du Tsandélê

### Werken voor harmonie- en fanfareorkest en brassband
- 1959 Chinfonyéta di Tsèvrê
- 1975 Remous Rhapsodie sarinienne
- 1981 Trois moments gruériene Suite
- 1981 Sam en Gruyère, voor harmonieorkest
- 1981 Cantus Sariniae, voor harmonieorkest
- Galé Gringo
- Gaudeamus, koraal en vijf variaties voor brassband

### Werken voor koren
- Le Lyodzatâre, voor mannenkoor
- La kà de ma mîya, voor mannenkoor
- Nouthron Chènya, voor mannenkoor
- Ave Maria, voor mannenkoor
- Prèyîre a Nouthra Dona di Vanî, voor mannenkoor
- Fô tè rèdzoyi, voor mannenkoor
- Riondênè dou Furi (2000), voor gemengd koor - tekst: Anne-Marie Yerly

### Vocale muziek
- Tsancholè, voor bariton en piano - tekst: diverse autoren